# 198717 Szymczyk
198717 Szymczyk è un asteroide della fascia principale. Scoperto nel 2005, presenta un'orbita caratterizzata da un semiasse maggiore pari a 3,0377125 UA e da un'eccentricità di 0,1095792, inclinata di 11,02729° rispetto all'eclittica.